# LA Current
LA Current est une équipe de nageurs professionnels basée à Los Angeles, aux États-Unis, et qui participe à l'International Swimming League depuis sa création en 2019.